# Adam Crooks
Adam Crooks, född 11 december 1827, död 28 december 1885, var en kanadensisk politiker som representerade Toronto West i Ontarios lagstiftande församling 1871 till 1874 och Oxford South 1875 till 1886. Crooks tillhörde Ontarios liberala parti.
Crooks föddes i Flamboro, Ontario och studerade vid Upper Canada College och Torontos universitet. Han innehade posten som kronjurist 1871 till 1872 och som provinsens skattmästare mellan 1872 och 1877. Crooks låg till stor del bakom spritlicens-lagen från 1876 (även känd som Crooks Act) som försökte kontrollera spritförsäljningen i provinsen. Han var också den första utbildningsministern i Ontario.
Mot slutet av sitt liv led han av både fysisk och mental ohälsa och tvingades lämna det offentliga livet. Han dog i Hartford, Connecticut.